# Boulder Dash
Boulder Dash is een klassieke reeks computerspellen voor Commodore 64, Atari 400 & Atari 800, ZX Spectrum, en werd later geconverteerd voor Nintendo Entertainment System, IBM PC, Amstrad CPC, en vele andere platforms. De allereerste Boulder Dash werd in 1983 geschreven door Peter Liepa voor Atari 800 en uitgebracht door First Star Software.
In juli 2017 werden de rechten van Boulder Dash overgedragen van First Star Software aan het Duitse bedrijf BBG Entertainment.

## Gameplay
In Boulder Dash neemt de speler de rol aan van "Rockford", en loopt met hem door een aantal grotten (caves, tweedimensionale speelvelden) met als doel een aantal diamanten te verzamelen. Als Rockford genoeg diamanten gevonden heeft, dan gaat er een deurtje open dat naar de volgende grot leidt. Tijdens het spel heeft Rockford te maken met obstakels zoals muren, vallende rotsen en dodelijke beestjes. Vaak heeft hij deze spelelementen ook nodig om bij de diamanten te komen of om zelf nieuwe diamanten te creëren. Bovendien moet hij iedere grot binnen een gegeven tijdslimiet uitspelen, zodat Boulder Dash de aspecten actie, snelheid en strategie in één spel combineert.

### Spelelementen
- Rockford is de held van het spel, het mannetje dat jij als speler bestuurt. Zijn doel is diamanten pakken en tegelijkertijd uitkijken voor bewegende rotsen, valkuilen en dodelijke beestjes.
- Dirt en Empty Space zijn twee basale elementen van het speelveld. Dirt is een soort grond dat bewegende objecten tegenhoudt, terwijl door Space alles vrij kan bewegen. Rockford kan wel door Dirt lopen en laat daarbij Space achter.
- Walls zijn muren die Rockford de weg in de cave kunnen blokkeren. Er bestaan verschillende soorten muren, namelijk "gewone" muren die bij een ontploffing worden vernietigd en ook Titanium Walls waarbij dat niet het geval is. Andere varianten zijn slijm en groeimuren.
- Boulders zijn rotsen die door de zwaartekracht kunnen vallen. Rockford is af als hij onder een rots terechtkomt. Ook kan Rockford een rots vooruit duwen, mits er lege ruimte aan de andere kant is.
- Diamonds zijn de items die Rockford moet pakken om een level uit te spelen. Verder kunnen ze net als rotsen vallen.
- Fireflies zijn beestjes die dodelijk zijn voor Rockford wanneer ze worden aangeraakt. Ook kan men met Rockford een firefly aanvallen door er een rots op te laten vallen. Er ontstaat dan een explosie waarbij er 9 stukjes lege ruimte worden gevormd. Alle elementen die zich op het moment van de explosie in die ruimte bevinden (behalve Titanium walls) worden dan vernietigd.
- Butterflies zijn vlindertjes die ook dodelijk zijn voor Rockford, maar ten opzichte van de firefly in ongekeerde richting bewegen en die bij ontploffing worden omgezet in 9 diamanten.
- Een Amoeba is een soort slijmerig beest dat in de loop van de tijd groeit en een kolkend geluid produceert. Na een bepaalde tijd is het te groot geworden en verandert het in rotsen. Echter, als Rockford de amoeba voor die tijd geheel weet in te sluiten, dan verandert het in diamanten. Fireflies en butterflies exploderen meteen wanneer ze de amoeba aanraken.
- Een Magic Wall is een speciaal soort muur die rotsen omzet in diamanten en omgekeerd. Rockford moet er dan wel voor zorgen dat de ruimte onder het muurtje leeg is. Verder werkt het omzetten maar voor een beperkte tijd.
- De Exit is een deurtje dat opengaat zodra Rockford een gegeven aantal diamanten heeft verzameld. Via dat deurtje gaat Rockford naar de volgende cave.

## Officiële versies
De belangrijkste officiële versies van Boulder Dash, uitgebracht door First Star zijn:
- Boulder Dash (1984: Amstrad CPC, Apple II, Atari ST, ColecoVision, Commodore 64, MSX, NES, PC Booter en ZX Spectrum)
- Boulder Dash II: Rockford's Revenge (1985: Amstrad CPC, Commodore 64, MSX, PC Booter en ZX Spectrum)
- Boulder Dash Construction Kit (1986: Amiga, Amstrad CPC, Atari ST, Commodore 64, DOS en ZX Spectrum)

Ook zijn er later verschillende versies voor moderne systemen uitgebracht, waaronder
- Boulder Dash M.E. voor op de mobiele telefoon (2003)
- Boulder Dash Treasure Pleasure voor op Windows pc (2003)
- Boulder Dash - 40th Anniversary: Er is een nieuwe versie van Boulder Dash aangekondigd voor 2025

## Platforms
| Jaar | Platform                                                                                           |
| ---- | -------------------------------------------------------------------------------------------------- |
| 1984 | Amstrad CPC, Apple II, Atari 8-bit, ColecoVision, Commodore 64 FM-7, PC-88, PC Booter, ZX Spectrum |
| 1985 | Epoch Super Cassette Vision, MSX                                                                   |
| 1986 | Atari ST                                                                                           |
| 1988 | BBC Micro, Electron                                                                                |
| 1990 | Game Boy, NES                                                                                      |
| 2008 | Wii Virtual Console                                                                                |
| 2009 | iPhone                                                                                             |
| 2012 | Atari 2600                                                                                         |

## Ontvangst
| Beoordeeld door                     | Jaar | Platform            | Score |
| ----------------------------------- | ---- | ------------------- | ----- |
| Pixel-Heroes.de                     | 2003 | Commodore 64        | 100%  |
| Big K                               | 1985 | ZX Spectrum         | 100%  |
| Mean Machines                       | 1991 | NES                 | 92%   |
| The Video Game Critic               | 2000 | NES                 | 91%   |
| Digital Press - Classic Video Games | 2003 | ColecoVision        | 90%   |
| Joystick (French)                   | 1991 | NES                 | 90%   |
| Top Secret                          | 1994 | NES                 | 80%   |
| Jeuxvideo.com                       | 2011 | Wii Virtual Console | 75%   |
| IGN                                 | 2009 | Commodore 64        | 70%   |
| Power Play                          | 1990 | Game Boy            | 67%   |

## Kopieën
Na het verschijnen van Boulder Dash zijn er veel soortgelijke spellen gemaakt. Een van de bekendste is Supaplex uit 1991.

## Overige publicaties
- 1984 – Boulder Dash 1
- 1985 – Boulder Dash 2
- 1985 – Boulder Dash 3
- 1985 – Boulder Dash Construction Kit
- 2007 – Boulder Dash ROCKS! (Nintendo DS)
- 2008 – Boulder Dash ROCKS! (PlayStation Portable)
- 2009 – Boulder Dash Vol.1 (iPhone, iPod touch)
- 2011 – Boulder Dash-XL (pc, Xbox Live Arcade)

## Trivia
- Het spel is opgenomen in het boek 1001 Video Games You Must Play Before You Die van Tony Mott.